# IC 2821
IC 2821 је елиптична галаксија у сазвјежђу Лав која се налази на листи објеката дубоког неба у Индекс каталогу.
Деклинација објекта је + 13° 57' 45" а ректасцензија 11h 26m 34,9s. Привидна величина (магнитуда) објекта IC 2821 износи 15,0 а фотографска магнитуда 16,0.